# ذى لحية (الرضمة)

تعديل مصدري - تعديل

ذى لحية هي إحدى قرى عزلة كحلان بمديرية الرضمة التابعة لمحافظة إب، بلغ تعداد سكانها 306 نسمة حسب تعداد اليمن لعام 2004.